# 沉神星
沉神星（35 Leukothea）是第35颗被人类发现的小行星，于1855年4月19日发现。沉神星的直径为103.1千米，质量为1.1×1018千克，公转周期为1887.983天。
沉神星以希臘神話的寧芙琉科忒亞命名。